# Communauté de communes Bandiat-Tardoire
La  Communauté de communes Bandiat-Tardoire est une ancienne communauté de communes française, située dans le département de la Charente et le pays Horte et Tardoire.

## Historique
- Ancienne dénomination: Communauté de communes du bassin économique Bandiat-Tardoire.
- 2008 : Rancogne rejoint la CC (ex CC du Val de Tardoire).
- Elle disparait le 1er janvier 2017 à la suite de sa fusion avec la communauté de communes du Seuil Charente-Périgord (15 communes) pour former la nouvelle Communauté de communes La Rochefoucauld - Porte du Périgord[1].

## Administration

### Liste des présidents
| Période | Période       | Identité            | Étiquette | Qualité |
| ------- | ------------- | ------------------- | --------- | ------- |
| ?       | 2008          | Guy Gravelle        |           |         |
| 2008    | 2014          | Michel Cuny         |           |         |
| 2014    | décembre 2016 | Jean-Marc Brouillet | SE        |         |

### Régime fiscal et budget
- Régime fiscal (au 01/01/2005): Taxe professionnelle Unique (TPU).

## Composition
Elle regroupait quatorze communes le 1er janvier 2016 :
| Nom                         | Code Insee | Gentilé         | Superficie (km2) | Population (dernière pop. légale) | Densité (hab./km2) |
| --------------------------- | ---------- | --------------- | ---------------- | --------------------------------- | ------------------ |
| La Rochefoucauld (siège)    | 16281      | Rupificaldiens  | 7,21             | 2 969 (2014)                      | 412                |
| Agris                       | 16003      | Agritois        | 18,74            | 841 (2014)                        | 45                 |
| Bunzac                      | 16067      | Bunzacois       | 13,32            | 469 (2014)                        | 35                 |
| Chazelles                   | 16093      | Chazellois      | 25,80            | 1 534 (2014)                      | 59                 |
| Coulgens                    | 16107      |                 | 11,70            | 529 (2014)                        | 45                 |
| La Rochette                 | 16282      | Rocheteaux      | 10,99            | 535 (2014)                        | 49                 |
| Marillac-le-Franc           | 16209      | Marillacois     | 14,49            | 830 (2014)                        | 57                 |
| Pranzac                     | 16269      | Pranzacais      | 15,06            | 909 (2014)                        | 60                 |
| Rancogne                    | 16274      | Rancognois      | 12,52            | 383 (2014)                        | 31                 |
| Rivières                    | 16280      | Riviérois       | 21,54            | 1 972 (2014)                      | 92                 |
| Saint-Adjutory              | 16293      |                 | 14,04            | 460 (2014)                        | 33                 |
| Saint-Projet-Saint-Constant | 16344      | Saint-Priestins | 16,94            | 1 074 (2014)                      | 63                 |
| Taponnat-Fleurignac         | 16379      | Taponnacois     | 21,49            | 1 553 (2014)                      | 72                 |
| Yvrac-et-Malleyrand         | 16425      | Yvracois        | 18,90            | 529 (2014)                        | 28                 |

## Démographie
| 2009   | 2013   | 2014   |
| ------ | ------ | ------ |
| 13 978 | 14 437 | 14 587 |

## Compétences
Nombre total de compétences exercées en 2016 : 18.